# Bloemschede

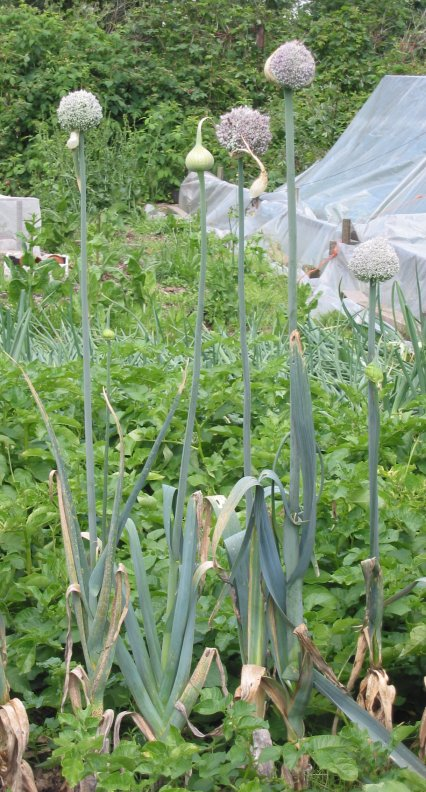
Spatha bij prei

Een bloemschede (spatha) is een groot schutblad dat de jonge bloem of de gehele bloeiwijze (onder andere bij ui) omhult. Heeft een tak van de bloeiwijze een eigen spatha dan wordt deze een spathilla genoemd. Bloemscheden (zoals bij krokus en ui) en spathilla (bij Raphia) van een bloeiwijze behoren tot de hoogtebladen (hypsofyllen).
Bij zegge wordt de vrouwelijke bloem omgeven door een rondom gesloten bractee, het urntje (urceolus).